# Понтінвреа
Понтінвреа (італ. Pontinvrea, ліг. O Ponte) — муніципалітет в Італії, у регіоні Лігурія, провінція Савона.
Понтінвреа розташована на відстані близько 440 км на північний захід від Рима, 40 км на захід від Генуї, 16 км на північ від Савони.

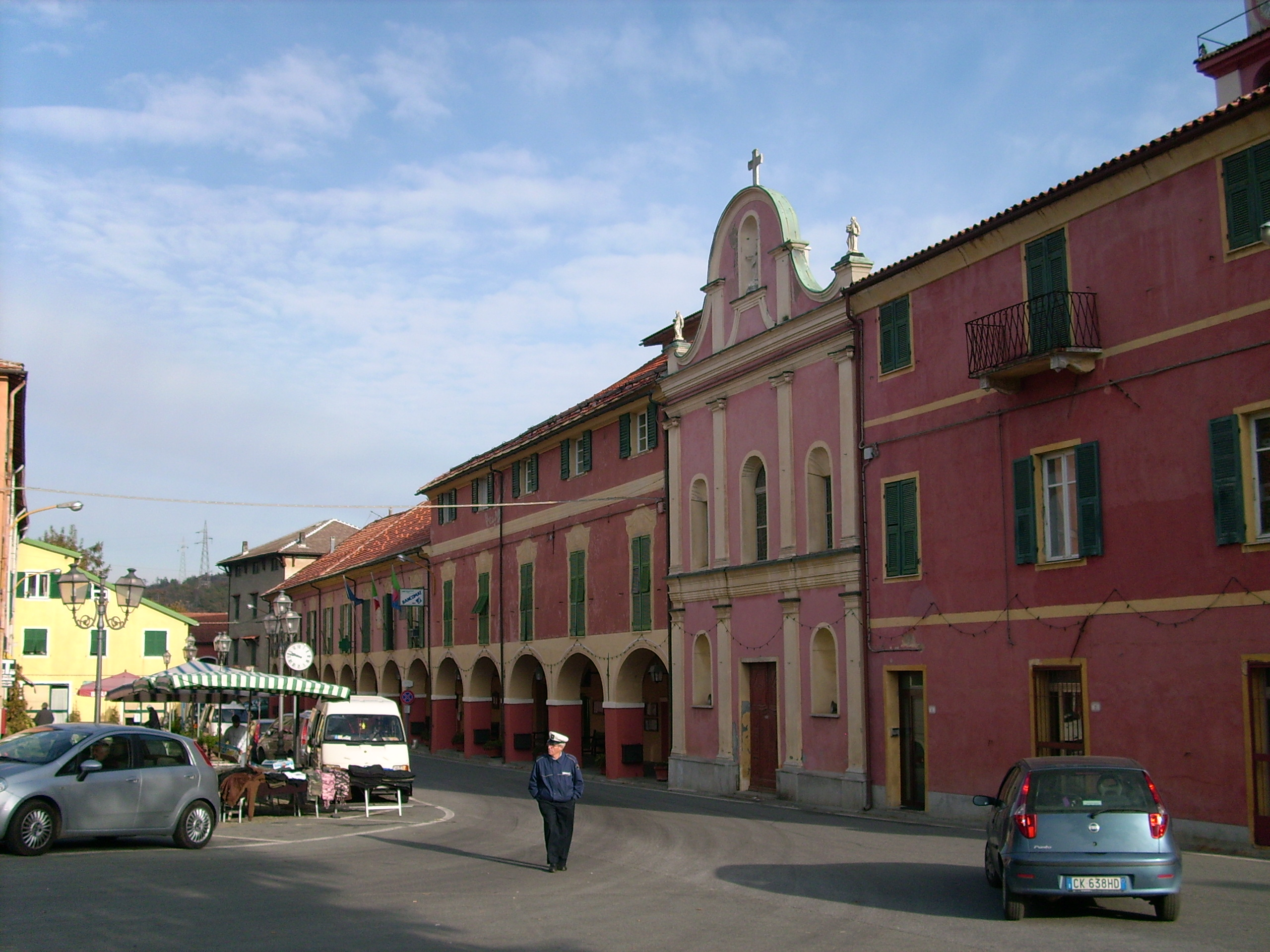

Населення — 847 осіб (2014).

## Демографія
Населення за роками:

Станом на 1 січня 2023 року в муніципалітеті офіційно проживало 36 іноземців з 15 країн, серед них 16 громадян країн Євросоюзу та 6 громадян України.

## Сусідні муніципалітети
- Альбізола-Суперіоре
- Каїро-Монтенотте
- Джузвалла
- Міолья
- Сасселло
- Стелла